# ذي سود (إب)

تعديل مصدري - تعديل

ذي سود هي إحدى قرى عزلة ميتم بمديرية إب التابعة لمحافظة إب، بلغ تعداد سكانها 2142 نسمة حسب تعداد اليمن لعام 2004.